# Gjirokastra

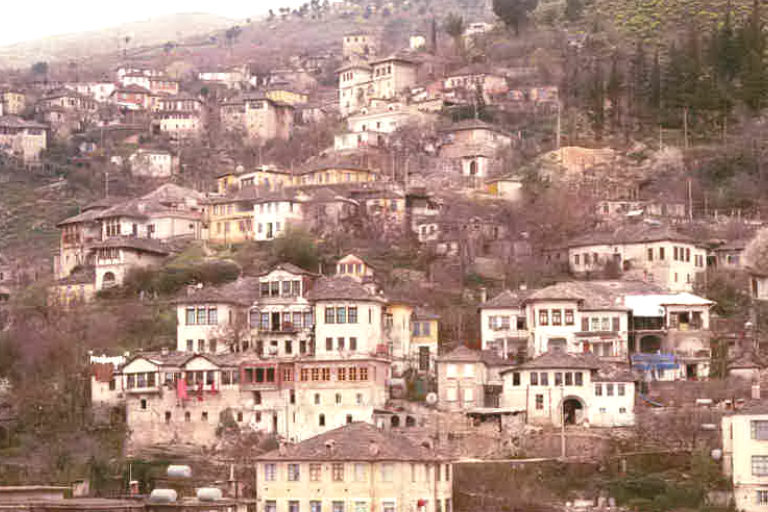
Gjirokastra hagyományos házai, 2001-es fotó

Gjirokastra (görögül: Αργυρόκαστρο vagy Αργυρόκαστρον, arománul Arghirocastru, olaszul: Argirocastro, törökül: Ergeri) Albánia déli részén található város, az azonos nevű Gjirokastra megye székhelye. Lakossága mintegy 23 600 fő (2006, becslés). A közelben magasodó Gjera-hegy lábánál, a Drino folyó völgyében fekszik. Szűk, kanyargós, macskaköves utcákkal átszőtt óvárosa 2005 óta szerepel a UNESCO világörökségi listáján, mint „a szépen megőrzött oszmán kori városok egy ritka példája”.

## Története
A legenda szerint Argüró görög hercegnő alapította a várost, ezzel szemben emberi településre utaló legkorábbi nyomokat a Kr. e. 1. századból tártak fel a régészek. A város története igazán a 12. században vette kezdetét, amikor a Bizánci Birodalom erősséget építtetett a mai várhegyre. Az erőd körül a későbbi századokban kialakuló település Argiropolisz, majd Argirokasztron (Αργυρόκαστρον) néven idővel jelentős kereskedelmi központtá vált. Az Epiruszi Despotátus rövid fennhatósága után 1417-ben az Oszmán Birodalom kebelezte be a várost (Gjirokastra török névváltozata Ergiri). Fellegvárát a 18. században építtette Gjin Shpata helyi nemzetségfő. A 19. század elején a janinai pasa, Ali Tepeleni szállta meg Ergirit, és tovább bővítette a várat. A század második felében a város a török hódoltság elleni küzdelem egyik fészke volt: 1880. július 23-án itt tartotta gyűlését a Prizreni Liga, amelyen a résztvevők döntöttek Albánia függetlenségének kikiáltásáról és ideiglenes kormány alakításáról. Az Első Balkán-háború (1912–1913) során a görögök bejelentették igényüket Gjirokastrára, a város jelentős számú görögajkú nemzetiségére hivatkozva, ám hadseregük csak rövid időre tudhatta magáénak a várost. A II. világháború utáni kommunista érában Enver Hoxha múzeumvárossá nyilvánította szülővárosát. A szülőházaként számon tartott emeletes kőépület a személye körül kialakult kultusz egyik fő zarándokhelye volt (az épületet máig ismeretlen tettesek 1997. december 16-án felrobbantották, s csak 2003-ra sikerült renoválni).

## Gazdasága
Hoxha idejében épült ki az óváros körüli kereskedelmi és ipari negyed (élelmiszer-, bőr- és textilipar).

## Látnivalók
Gjirokastra hagyományos, palakővel fedett boltíves kőházai, szűk, macskaköves utcái sajátos légkört adnak a városnak. Mintegy kétszáz lakóház és a 17. században épült, majd az 1872-es tűzvész után újraépített bazár áll védettség alatt. Enver Hoxha szülőháza ma néprajzi múzeumnak ad otthont (a demokratikus fordulatig a felszabadító harc múzeumaként működött). Érdemes megtekinteni a bektási imaházat (1727), a Szent Miklós-templomot (1756) és a mecsetet (1757). A városka fölé magasodó 18. századi fellegvár jó állapotban lévő falai és saroktornyai uralják a városképet. A várban fegyvermúzeum található, de itt állították ki például az Albán Néphadsereg dicső hadizsákmányát, az albán légtérbe tévedt, 1957-ben lelőtt amerikai Lockhead T–33-as vadászrepülőt. A várudvarban óratorony, egykori börtön, szökőkút, istállók, és a pódium, amelyen évente-kétévente fellépnek a Nemzetközi Albán Folklórfesztivál résztvevői.